# Primošten
Primošten és una ciutat de Croàcia. Està situada al sud, entre les ciutats de Šibenik i Trogir, a la costa adriàtica. Primošten és coneguda per les seves vinyes extenses i boniques. A més de les seves vinyes, la ciutat també és coneguda per la cursa de rucs de raça autòctons que hi té lloc cada estiu. La platja més gran de Primošten s'anomena Raduča, i la més petita, Mala Raduča, la qual es troba entre les 10 platges més boniques de Croàcia.